# Canthigaster callisterna
Canthigaster callisterna és una espècie de peix de la família dels tetraodòntids i de l'ordre dels tetraodontiformes.

## Morfologia
- Els mascles poden assolir 23 cm de longitud total.[1][2]

## Hàbitat
És un peix marí, de clima temperat i demersal que viu fins als 250 m de fondària.

## Distribució geogràfica
Es troba al Pacífic sud-occidental: Austràlia (incloent-hi les illes Norfolk), Nova Caledònia i Nova Zelanda (incloent-hi les illes Kermadec).

## Observacions
És inofensiu per als humans.